# Torneo Quattro Nazioni Under-20 2001-2002
Questa fu la prima edizione del Torneo Quattro Nazioni Under-20. Esso si disputò fra 29 agosto del 2001 e il 17 aprile del 2002, e fu vinto dalla nazionale italiana grazie al pareggio ottenuto a Breda contro gli olandesi.

## Partecipanti
- Germania
- Italia
- Paesi Bassi
- Svizzera

## Svolgimento
Le quattro partecipanti si sono sfidate in un girone all'italiana di andata e ritorno, ottenendo punti al termine di ogni partita, così suddivisi:
- In caso di vittoria 3 punti alla squadra vincitrice e 0 punti alla squadra sconfitta;
- In caso di pareggio 1 punto a entrambe le squadre che si sono scontrate.

## Incontri
| Zofingen 29 agosto 2001                                 | Svizzera  | 1 – 1       | Germania | Stadion Trinermatten |
| \| \| \| \| \| Sanou 62’ \| Marcatori \| 83’ Puscher \| |           |             |          |                      |
|                                                         |           |             |          |                      |
| Sanou 62’                                               | Marcatori | 83’ Puscher |          |                      |

| Wegberg-Beeck 2 settembre 2001                                         | Germania  | 2 – 1                | Paesi Bassi | Waldstadion Beeck |
| \| \| \| \| \| Kurányi 5’, 29’ \| Marcatori \| 40’ (rig.) Denneboom \| |           |                      |             |                   |
|                                                                        |           |                      |             |                   |
| Kurányi 5’, 29’                                                        | Marcatori | 40’ (rig.) Denneboom |             |                   |

| Yverdon-les-Bains 5 settembre 2001                       | Svizzera  | 2 – 0 | Paesi Bassi | Stade Municipal |
| \| \| \| \| \| Bättig 1’ Grubesic 73’ \| Marcatori \| \| |           |       |             |                 |
|                                                          |           |       |             |                 |
| Bättig 1’ Grubesic 73’                                   | Marcatori |       |             |                 |

| Chiasso 3 ottobre 2001                                                                         | Svizzera  | 1 – 4                                            | Italia | Stadio Comunale di Chiasso |
| \| \| \| \| \| Baumann 43’ \| Marcatori \| 11’ Maggio 14’ Ferro 45’ Pellicori 50’ Lavecchia \| |           |                                                  |        |                            |
|                                                                                                |           |                                                  |        |                            |
| Baumann 43’                                                                                    | Marcatori | 11’ Maggio 14’ Ferro 45’ Pellicori 50’ Lavecchia |        |                            |

| Herxheim 7 novembre 2001                           | Germania  | 1 – 0 | Italia |  |
| \| \| \| \| \| Hitzlsperger 38’ \| Marcatori \| \| |           |       |        |  |
|                                                    |           |       |        |  |
| Hitzlsperger 38’                                   | Marcatori |       |        |  |

| Eindhoven 7 novembre 2001                                                            | Paesi Bassi | 3 – 1        | Svizzera |  |
| \| \| \| \| \| Boutahar 20’ De Visscher 31’ Kolk 54’ \| Marcatori \| 82’ Sereinig \| |             |              |          |  |
|                                                                                      |             |              |          |  |
| Boutahar 20’ De Visscher 31’ Kolk 54’                                                | Marcatori   | 82’ Sereinig |          |  |

| Helmond 13 novembre 2001                                          | Paesi Bassi | 2 – 1   | Germania |  |
| \| \| \| \| \| Houwing 45’ De Lang 47’ \| Marcatori \| 5’ Fink \| |             |         |          |  |
|                                                                   |             |         |          |  |
| Houwing 45’ De Lang 47’                                           | Marcatori   | 5’ Fink |          |  |

| Senigallia 5 dicembre 2001                                                                          | Italia    | 4 – 1      | Germania |  |
| \| \| \| \| \| Ferro 20’ (rig.) Zanetti 70’ Gasbarroni 83’ Maggio 88’ \| Marcatori \| 6’ Feulner \| |           |            |          |  |
| |           |            |          |  |
| Ferro 20’ (rig.) Zanetti 70’ Gasbarroni 83’ Maggio 88’                                              | Marcatori | 6’ Feulner |          |  |

| Jesi 13 febbraio 2002 | Italia | 0 – 0 | Paesi Bassi |  |

| Urbino 27 marzo 2002                                                                  | Italia    | 4 – 0 | Svizzera | Stadio Montefeltro |
| \| \| \| \| \| Ferro 67’, 81’ (rig.) Caracciolo 75’ Balzaretti 84’ \| Marcatori \| \| |           |       |          |                    |
|                                                                                       |           |       |          |                    |
| Ferro 67’, 81’ (rig.) Caracciolo 75’ Balzaretti 84’                                   | Marcatori |       |          |                    |

| Pfullendorf 16 aprile 2002                                           | Germania  | 1 – 2                   | Svizzera |  |
| \| \| \| \| \| Schwer 35’ \| Marcatori \| 37’ (rig.), 58’ Baumann \| |           |                         |          |  |
|                                                                      |           |                         |          |  |
| Schwer 35’                                                           | Marcatori | 37’ (rig.), 58’ Baumann |          |  |

| Breda 17 aprile 2002 | Paesi Bassi | 0 – 0 | Italia |  |

## Classifica
| Squadra     | P.ti | G | V | P | S | RF | RS | DR |
| ----------- | ---- | - | - | - | - | -- | -- | -- |
| Italia      | 11   | 6 | 3 | 2 | 1 | 12 | 3  | +9 |
| Paesi Bassi | 8    | 6 | 2 | 2 | 2 | 6  | 6  | 0  |
| Germania    | 7    | 6 | 2 | 1 | 3 | 7  | 10 | -3 |
| Svizzera    | 7    | 6 | 2 | 1 | 3 | 7  | 13 | -6 |